# Henry Willis
Henry Father Willis (* 27. April 1821 in London; † 11. Februar 1901, ebenda) war ein Orgelbauer aus England. Seine Orgeln unterschieden sich grundsätzlich von den deutschen Orgeln. Sein Sohn Henry Willis II und sein Enkel Henry Willis III führten den Betrieb später fort.
Sigfrid Karg-Elert widmete Henry Willis seine Passacaglia über B-A-C-H, Louis Vierne das bekannte Carillon de Westminster.

## Leben
Willis wurde in eine Familie von Handwerkern hineingeboren. Sein Vater Henry Willis war zum einen ein Baumeister und zum anderen Chormitglied der „Cecilian Society“, in der er auch als „Kettle-Drummer“ fungierte. Dadurch begann sich sein Sohn bald für die Musik zu interessieren und schon in jungen Jahren Orgel zu spielen. Bald schon befreundete er sich mit dem Organisten George Cooper, einem Assistenten des Komponisten Thomas Attwood in der St. Paul-Kathedrale. Wenn sie gemeinsam Orgel spielten, versuchten sie sich gegenseitig zu übertreffen. Im Alter von 14 Jahren begann Willis eine Lehre bei John Gray und entwarf eine spezielle Manual- und Pedalkoppel. In der Zeit, die er im Unternehmen von John Gray verbrachte, stimmte er auch einige Orgeln, so beispielsweise jene in der St George’s Chapel von Windsor Castle. Dort traf er auf den Komponisten George Job Elvey, der sich seiner annahm. So wurde Willis schon als Teenager Organist der Christ Church in Hoxton, wohin er sich auf eine Stellenausschreibung beworben hatte. So lernte er Clement Scott kennen, einen späteren Theaterkritiker des Daily Telegraph. Nach seiner Ausbildung zog Willis nach Cheltenham in Gloucestershire, wo er für den Orgelbauer William Evans arbeitete. In dieser Zeit schloss er Freundschaft mit Samuel Sebastian Wesley. 1847 bekam Willis den Auftrag, die Orgel der Gloucester Cathedral wieder aufzubauen. Zur Great Exhibition im Jahr 1851 im Londoner Hyde Park wurde eine seiner Orgeln in der West End Gallery ausgestellt. In den Jahren 1848 und 1849 hatte Willis Frankreich bereist und dort den Orgelbauer Aristide Cavaillé-Coll getroffen. Er entwickelte dessen Ideen weiter, die den Bau seiner 1871 gefertigten Orgel für die Royal Albert Hall beeinflussten. Willis baute insgesamt rund 2000 Orgeln, zwanzig davon für namhafte Kirchen und Kathedralen.
Willis machte mehrere Erfindungen, die er sich patentieren ließ.

## Werkliste (Auswahl)
Schriften
- mit Cecil Clutton, Bernard Smith, Noel Percy Mander: The organ in St. Paul’s cathedral. London 1977, OCLC 24458832.

| Jahr | Opus | Ort                      | Kirche                   | Bild | Manuale | Register | Bemerkungen |
| ---- | ---- | ------------------------ | ------------------------ | ---- | ------- | -------- | --- |
| 1851 |      | Winchester               | Winchester Cathedral     |      | IV/P    | 78       | 1938 durch den Orgelbauer Harrison & Harrison umfassend restauriert und neu errichtet                                                    |
| 1851 |      | Bristol                  |                          |      |         |          | |
| 1862 |      | Oxford                   | Wadham College, Chapel   |      |         |          | |
| 1867 |      | Kilkhampton              |                          |      |         |          | |
| 1872 |      | London                   | St Paul’s Cathedral      |      | IV/P    |          | Von 1972 an von Mander Organs (London) umfassend überarbeitet und erweitert; jetzt 105 Register                                          |
| 1875 |      | Oxford                   | St. Peter’s College      |      |         |          | |
| 1877 |      | Durham                   | Durham Cathedral         |      |         | 55       | mehrmals erweitert und überarbeitet, zuletzt von Harrison & Harrison, heute 98 Register auf 7 Werken                                     |
| 1877 |      | Salisbury                | Kathedrale von Salisbury |      | IV/P    | 65       | → Orgel |
| 1879 |      | Glasgow                  |                          |      |         |          | |
| 1880 |      | Eastbourne               |                          |      |         |          | |
| 1880 |      | Cambridge                |                          |      |         |          | |
| 1885 |      | Liverpool                | St. George’s Townhall    |      |         |          | |
| 1885 |      | Cardiff                  | Park Hall                |      |         |          | |
| 1886 |      | Canterbury               | Canterbury Cathedral     |      |         |          | zuletzt 1980 von dem Orgelbauer N. Mander reorganisiert und in neuen Orgelgehäuse aufgestellt; jetzt 60 Register, drei Manuale und Pedal |
| 1887 |      | Truro                    | Kathedrale               |      | IV/P    | 44       | |
| 1888 |      | Brighton                 | St. Peter’s              |      |         |          | |
| 1891 |      | Exeter                   | Exeter Cathedral         |      |         |          | 1931 durch Harrison & Harrison umfassend umgebaut; jetzt 59 Register auf vier Manualen und Pedal                                         |
| 1892 |      | Hereford                 |                          |      |         |          | |
| 1893 |      | Davos-Platz (Graubünden) |                          |      |         |          | |
| 1895 |      | West Hampstead           |                          |      |         |          | |
| 1898 |      | Lincoln                  | Lincoln Cathedral        |      | IV/P    | 58       | 1960 von den Orgelbauern Harrison & Harrison reorganisiert; jetzt 64 Register                                                            |
| 1899 |      | St Bees                  | St. Bees Priory          |      |         |          | |